# 70 Ophiuchi
70 Ophiuchi (p Ophiuchi) é uma estrela na direção da Ophiuchus. Possui uma ascensão reta de 18h 05m 27.21s e uma declinação de +02° 30′ 08.8″. Sua magnitude aparente é igual a 4.03. Considerando sua distância de 17 anos-luz em relação à Terra, sua magnitude absoluta é igual a 5.50. Pertence à classe espectral K0V SB.